# Mikey
Mikey è un film statunitense del 1992 diretto da Dennis Dimster e scritto da Jonathan Glassner. Il protagonista della pellicola è il giovanissimo Brian Bonsall.

## Trama
Mikey è un bambino di nove anni dell'Oklahoma, che viene rimproverato dalla sua madre adottiva per aver dato fuoco ad alcuni giornali nel seminterrato. Fortemente irritato per essere stato punito, il ragazzino decide di dare sfogo al proprio piano omicida. Prima fa annegare la sorellina Beth in piscina, poi uccide la madre nella vasca da bagno folgorandola con un asciugacapelli, e infine uccide anche suo padre colpendolo con una mazza da baseball in testa. Il detective Jack Reynolds non sospetta che a compiere il massacro possa essere stato Mikey, il quale fornisce alla polizia un fittizio identikit dell'assassino. Gli assistenti sociali tentano di affidare il bambino alla zia adottiva materna, tuttavia la donna si rifiuta. Così Mikey, dopo essere stato sottratto alla propria famiglia biologica che lo maltrattava e dopo aver ucciso coloro che lo avevano in seguito adottato, è costretto a essere affidato a una terza famiglia. 
I nuovi genitori adottivi sono i coniugi Neil e Rachel Trenton, che vivono in Arizona e non conoscono niente riguardo al passato di Mikey. Il bambino si ambienta rapidamente nella nuova casa e sembra molto rispettoso e garbato nei confronti dei nuovi genitori, e niente lascia a loro credere che possa trattarsi in realtà di un pericoloso assassino. Mikey fa velocemente amicizia anche a scuola, soprattutto con Ben, il quale è anche suo vicino di casa. Shawn, maestra di Mikey e amica intima di Rachel, inizia a notare alcune stranezze nei comportamenti di Mikey, e comunica ciò ai propri colleghi, in particolare al signor Jenkins, il quale afferma di non preoccuparsi.
Intanto il diabolico ragazzino si invaghisce di Jessie, l'attraente sorella maggiore di Ben. La ragazza è però un'adolescente e sebbene diventi amica di Mikey, non è interessata a contraccambiare al corteggiamento del bambino. Oltretutto la ragazza è fidanzata con un coetaneo di nome David. Mentre David si sta rilassando nella vasca idromassaggio, Mikey lo uccide, fulminandolo con la radio. Senza più la presenza del rivale il bambino pensa così di poter finalmente essere amato da Jessie. Tuttavia la giovane respinge ancora Mikey, cominciando a insospettirsi. Nel frattempo Shawn riesce a contattare il detective Reynolds scoprendo che la precedente madre morì in circostanze simili a quelle di David. Così la maestra e il signor Jenkins intuiscono che il bambino possa essere colpevole e decidono di recarsi a casa dei Trenton. 
Guardando un video girato in segreto da Mikey, Rachel scopre che la morte di David è stata architettata dal proprio figlio adottivo. Dopo una colluttazione Mikey uccide Rachel con un frammento di vetro. Quando Shawn e il signor Jenkins giungono presso l'abitazione della famiglia Trenton, anch'essi cadono vittime della furia omicida del bambino. Dopo aver cercato invano di assassinare anche Jessie, che si barrica in camera per salvarsi, Mikey attende il ritorno a casa del padre adottivo Neil e dopo aver causato una fuga di gas, il ragazzino lancia una bomba molotov, dando luogo così a una terribile esplosione che non lascia scampo all'uomo e carbonizza tutti i corpi presenti all'interno della casa, ormai rasa al suolo. Jessie è l'unica ad attribuire la tragedia a Mikey, il quale intanto viene dato per morto dai soccorritori. In realtà il bambino aveva elaborato il piano nei minimi dettagli ed è riuscito a fuggire incolume. 
Tempo dopo il piccolo sociopatico verrà trovato dalle autorità mentre percorre a piedi una strada statale, e fingendo un'amnesia totale riuscirà a ingannare i propri interlocutori, mascherando la sua vera identità. Mikey viene ribattezzato con il nome di Josh e quindi affidato a una nuova famiglia adottiva.

## Distribuzione
La pellicola è stata distribuita negli Stati Uniti il 23 settembre 1992.

### Censura
La distribuzione del film è stata vietata nel Regno Unito, in quanto le autorità britanniche (British Board of Film Classification) temevano che le orribili gesta del protagonista potessero essere emulate. Questo timore si fondava sul caso di James Patrick Bulger, un bambino rapito e ucciso a Liverpool nella primavera del 1993. Gli autori del terribile crimine furono due ragazzini di appena dieci anni, i quali sembrerebbero stati spinti a commettere l'infanticidio, ispirati dalle vicende del film La bambola assassina 3.